# 2 cm FlaK
La 2 cm FlaK è un cannone antiaereo tedesco da 20 mm della seconda guerra mondiale.
La bocca da fuoco da 20 mm (2 cm nella dizione tedesca) fu utilizzata in diverse armi contraeree (in tedesco denominata "FlaK", da Flugabwehrkanone), a partire dal 2 cm FlaK 30, evoluto successivamente nel 2 cm FlaK 38 e utilizzato anche su affusto quadrinato come 2 cm Flakvierling. Questi cannoni costituirono la massa delle armi contraerei leggere della Germania nel corso della seconda guerra mondiale.

## Storia del progetto
L'origine del progetto 2 cm FlaK 30 parte dalla mitragliera MG C/30 2 cm progettata per l'uso navale e adattata su affusto campale dalla Reichswehr nel 1931. L'arma era ispirata dalla Solothurn ST-52 e fu prodotta dalla Rheinmetall-Börsig ed entrò in servizio nel 1934 per la Kriegsmarine e l'anno successivo per la Luftwaffe. Tuttavia, considerando la cadenza di tiro troppo ridotta, venne affidato alla Mauser uno studio per un nuovo modello, denominato 2 cm FlaK 38, che entrò in linea nel 1939-40, questa arma venne utilizzata anche su affusto quadrinato come Flakvierling 38.
La constatazione dell'utilità di questo cannone per l'impiego anche contro bersagli terrestri spinse gli organi tecnici tedeschi a studiarne una versione anche per veicoli blindati o corazzati, denominata 2 cm KwK 30, seguita dalla 2 cm KwK 38. Questa versione fu usata sui carri armati PzKpfw II e su diversi tipi di autoblindo.

## Tecnica
Il sistema di funzionamento dell'arma era completamente automatico, in quanto l'energia del rinculo della massa oscillante permetteva di sbloccare l'otturatore, espellere il bossolo, caricare la molla del recuperatore ed introdurre un nuovo cartoccio-proietto nello spazio di caricamento. La canna e l'otturatore muovevano solidalmente fino a che gli organi appositi (piani inclinati) svincolavano la canna dall'otturatore permettendo l'espulsione del bossolo e l'apertura della camera di caricamento. La canna era munita di freno di bocca a tromboncino ed il movimento era ammortizzato.
Il congegno di scatto era costituito da un grilletto a pedale che poteva essere impostato su tiro a colpo singolo o a raffica tramite un apposito selettore posto sul castello. A lato del castello era posto il serbatoio prismatico da 20 colpi, mentre dal lato opposto venivano espulsi i bossoli.
L'affusto era a crociera triangolare, munita di 3 viti e piatti per l'ancoraggio al terreno ed il livellamento del pezzo. Sull'affusto ruotava una piattaforma mobile che portava il sistema della bocca da fuoco, sulla piattaforma erano fissati gli orecchioni che supportavano il meccanismo di puntamento, i pedali di sparo ed i volantini di brandeggio e alzo. L'affusto poteva essere dotato di scudatura, utilizzata particolarmente nel caso di impiego per il tiro terrestre. Collegato alla piattaforma mobile era un sedile per il puntatore.
Per il traino era montato su un affusto a due ruote. Venne prodotta anche una versione speciale del FlaK 38 per i Gebirgsjäger (truppe da montagna), scomponibile in vari carichi (2 cm Gebirgsflak 38).
Dato l'impiego principale come arma contraerei per tutta la durata dell'impiego del pezzo vennero studiati vari congegni di mira, di cui quattro furono omologati, i principali congegni furono il Mod 35 (a riflessione) ed il Mod 21 (lineare). Il Mod 35 era costituito da un mirino a riflessione collegato ad un calcolatore (meccanico) balistico che correggeva la linea di mira in funzione dei dati della distanza, rotta e quota del bersaglio, da introdurre manualmente.

## Impiego operativo
- cartoccio-granata dirompente
- cartoccio-granata scoppiante-incendiario
- cartoccio-granata perforante inerte con nucleo di tungsteno
- cartoccio-granata perforante scoppiante-incendiario
- cartoccio-granata inerte da esercitazione

Il primo impiego del 2 cm FlaK 30 avvenne attraverso l'impiego di due batterie con esso equipaggiate durante la guerra civile spagnola. Successivamente il pezzo, insieme al 2 cm FlaK 38, venne utilizzato in batterie contraerei, i gruppi contraerei leggeri dell'esercito generalmente erano su tre batterie da 2 cm ed una batteria da 3,7 cm. Le batterie da 2 cm erano su quattro sezioni, tre fornite di 2 cm Flak 30 o FlaK 38 ed una su Flakvierling 38. Nella Luftwaffe era utilizzato in tutti i ruoli per la difesa contraerei localizzata. Oltre al suo ruolo naturale contraerei i pezzi furono utilizzati ampiamente anche per la difesa ravvicinata contro bersagli terrestri, tanto che vennero messe a punto anche munizioni perforanti. Una sperimentazione prevedeva di applicare alla volata un tromboncino lanciagranate, per il lancio di bombe HL a carica cava, efficaci contro i mezzi corazzati fino ad una distanza di circa 800 m, ma non risulta che il sistema sia mai stato messo a punto.
Il traino di questi mezzi, data la loro leggerezza, poteva essere garantito anche da mezzi ruotati, oltre che dai normali trattori d'artiglieria semicingolati.
Nell'agosto 1944 la Luftwaffe aveva in carico ben 17500 fra 2 cm FlaK 30 e 2 cm FlaK 38, montati su affusti da traino o semoventi.
La Kriegsmarine usò il mezzo su affusti singoli, binati o quadrinati.
Fu esportato in Cina, Paesi Bassi, Grecia e Spagna prima della seconda guerra mondiale, nel corso della guerra fu utilizzata anche in Italia. Alla fine del 1944 l'US Army, contrariamente alla sua politica generale di utilizzare solo armamenti standardizzati, mise in linea tutti i pezzi catturati al nemico per l'utilizzo proprio.
L'ultimo impiego di questi pezzi è avvenuto nel corso dei conflitti degli anni '90 in Iugoslavia.

### L'impiego su mezzi semoventi
I cannoni 2 cm FlaK 30 e FlaK 38 furono utilizzati su un gran numero di scafi semicingolati o cingolati. Il Flakvierling 38 fu utilizzato su treni blindati e su scafi cingolati. Il tentativo di utilizzare il 2 cm FlaK 38 sulle Kübelwagen e sulle Schwimmwagen diede risultati totalmente insoddisfacenti.
Veicoli semicingolati
- Leichte Selbstfahrlafette, Demag II 3 2 cm FlaK 30, si trattava di un FlaK 30 montato sul pianale di un semicingolato Demag D II 3 (1 t di capacità di traino).
- Leichte Selbstfahrlafette 2 cm FlaK, in questo il pezzo contraerei (sempre un FlaK 30) era montato sul pianale di un Sd.Kfz. 10 standard.
- Leichte Selbstfahrlafette 2 cm FlaK 38, in questo mezzo il pezzo contraerei era un FlaK 38 sempre su Sd.Kfz. 10, dal 1941 divenne usuale proteggere la cabina del semicingolato con una blindatura leggera.[11] Questo veicolo, con il pezzo scudato, era utilizzato anche per impegnare bersagli terrestri.
- Mittlerer Zugkraftwagen 8 t mit 2 cm Flakvierling 38, data la maggiore capacità del semicingolato, sul Sd.Kfz. 7 erano montati i Flakvierling 38 invece dei pezzi a canna singola. Inizialmente l'arma non era scudata, ma, successivamente, venne aggiunto uno scudo per l'arma ed una blindatura leggera per la cabina ed il radiatore del mezzo.
- Mittlerer Zugkraftwagen 8 t mit 2 cm FlaK 30, esiste una foto di questo veicolo[12] molto simile nelle linee generali al veicolo omologo armato di quadrinata, ma, probabilmente, una modifica campale effettuata sul fronte orientale.
- Selbstfahrlafette auf Gepanzert UNIC P.107 U-304(f) (2 cm Flak 38), su telaio Unic P107 di preda bellica.

Veicoli cingolati
- Flakpanzer IV (2 cm) mit Pz. Fstg. Panzer IV/3 "Wirbelwind" si trattava di un complesso Flakvierling 38 montato in una torretta a base ottagonale su scafo Panzer IV Ausf. JJ, costruito nel 1944-45.
- Flakpanzer 38(t) (2 cm) si trattava di un 2 cm FlaK 38 montato sullo scafo del Panzer 38(t) modificato spostando l'armamento verso la parte posteriore del veicolo (come nel Marder III); fu costruito tra la fine del 1943 e l'inizio del 1944 in 162 esemplari.[13]
- Panzerkampfwagen AMR(f) (2 cm) si trattava di un veicolo da ricognizione, ottenuto montando il  2 cm KwK 30 o 38 sullo scafo di un carro leggero francese AMR 33 di preda bellica.

### L'impiego nelle Forze Armate Italiane

Il Treno blindato contraereo germanico.

I primi cannoni di questo modello presi in carico dall'esercito furono i quattro Flakvierling utilizzati sul Treno blindato contraereo germanico, donato da Hitler a Mussolini nel luglio 1940. Successivamente altre armi di questo tipo furono ottenute come bottino di guerra dopo la campagna di Grecia e furono prese in carico con la denominazione italiana 20/65 Mod. 30 e 20/65 Mod. 38. A partire dal 1942 i pezzi dei vari modelli furono forniti dalla Germania, per un totale di circa 370 complessi destinati al Regio Esercito..
Nel Regio Esercito questi cannoni erano inquadrati in sezioni di due pezzi, una sezione per le batterie contraerei pesanti che avevano come armamento principale l'88/55, da tre a cinque sezioni nelle batterie contraerei leggere, con una sezione proiettori su 60 cm SW 36, sezioni con questo materiale furono inserite anche nei gruppi di artiglieria contraerei da posizione.
Successivamente all'armistizio la Viberti montò un 2 cm FlaK 38 singolo su 13 camionette Fiat-SPA AS43, destinate ad essere usate dai reparti esploranti tedeschi.
La Regia Marina ricevette un numero imprecisato di complessi quadrinati 2 cm Flakvierling, utilizzati su alcune torpediniere Classe Ciclone, sulle siluranti MS 74 e MS 75 e su naviglio minore. Alcuni complessi furono installati provvisoriamente sullo scafo dell'Aquila, in attesa di avere i previsti complessi di produzione Breda 20/65 Mod. 1935.
All'inizio degli anni cinquanta i complessi quadrinati erano ancora in servizio con la Marina Italiana su naviglio leggero e alcuni complessi singoli erano in dotazione alla Polizia.